# Marató de TV3 contra les malalties cardiovasculars
La Marató de TV3 del 2007 va ser per lluitar contra les malalties cardiovasculars i va ser presentada per Miquel Calçada.

## Espot i falca
L'anunci televisiu de la setzena edició de la Marató de TV3 agafava una seqüència de la pel·lícula La finestra indiscreta d'Alfred Hitchcock on es veia un nen a punt de caure pel balcó. Un home des de l'edifici del davant ho veia i cercava el número de telèfon a la guia telefònica, trucava a la mare del nen perquè sortís a rescatar el seu fill.
L'anunci acabava amb el lema Hi ha trucades que poden salvar una vida.
La falca de ràdio representava una trucada de telèfon normal i corrent (era diferent a les diverses falques, per exemple una trucada entre amics, una trucada per aconseguir una feina...) i després una trucada al telèfon de la Marató, així acabava amb el missatge Hi ha trucades que poden salvar una vida.

## El disc de La Marató 2007
El dia 9 de desembre amb els diaris Avui, El Punt, El Periódico i La Vanguardia es va poder comprar per 9 euros el tercer disc de La Marató. Totes les cançons estaran ambientades amb temes del cor.
El disc de 68 minuts de durada ha comptat amb la feina de 7 mesos de 256 persones de manera desinteressada. Se n'han editat 170.000 còpies (80.000 més que l'any anterior).
| Cançó                        | Intèrpret                                        | Obervacions                                                                                                 |
| ---------------------------- | ------------------------------------------------ | --- |
| 1. Gracias Corazón           | Sabor de gràcia i Patriarcas de la rumba         | |
| 2. Tothom parla              | Las Migas                                        | Traducció de la cançó Everybody’s Talkin' de Cowboy de mitjanit                                             |
| 3. Amo de la soledat         | Lluïs Cartes                                     | Adaptació de Owner of a lonely heart dels Yes de la dècada de 1980                                          |
| 4. La vida és bella          | Gisela i els monjos tibetans de Sakya Tashi Ling | |
| 5. Demasiado corazón         | Nubla                                            | |
| 6. Ets amb mi                | Miquel Gil i Orquestra àrab de Barcelona         | |
| 7. Cor daurat                | Quimi Portet i Mujeres                           | Adaptació de Heart of Gold de Neil Young al català                                                          |
| 8. Corazón                   | Fundación Tony Manero                            | |
| 9. Només tu                  | La Oreja de Van Gogh                             | Adaptació de la cançó Nadie como tú al català. Va ser la darrera cançó del grup amb Amaia Montero com a veu |
| 10. El cor plora             | Mazoni i Helena Miquel                           | |
| 11. Viu la vida amb mi       | Lax'n'Busto                                      | Welcome To My Life de Simple Plan                                                                           |
| 12. Tendresa                 | Antonio Orozco                                   | |
| 13. Qualsevol que tingui cor | Miquel Abras                                     | |
| 14. Plou al cor              | Misia                                            | |
| 15. T'estim i t'estimaré     | Josep Carreras                                   | |
| 16. Segueix bategant         | Cris Juanico                                     | Versió de My Heart Will Go On, la popular cançó de la pel·lícula Titanic                                    |
| 17. Vine amb mi              | Peret                                            | |
| 18. Junts per sempre         | Innocence i Carlos Marín                         | |
| 19. Sintonia La Marató       | Llibert Fortuny                                  | |

Durant la Marató molts artistes van interpretar el tema que havien fet del disc.

## Activitats populars
Es van fer més de 800 activitats populars arreu de Catalunya. Una de les més populars va estar un cor format per un miler de persones vestides de vermell que va fer una coreografia mostrant el número de telèfon de La Marató. Es va dur a terme a l'esplanada del Monestir de Poblet.

## Emissió

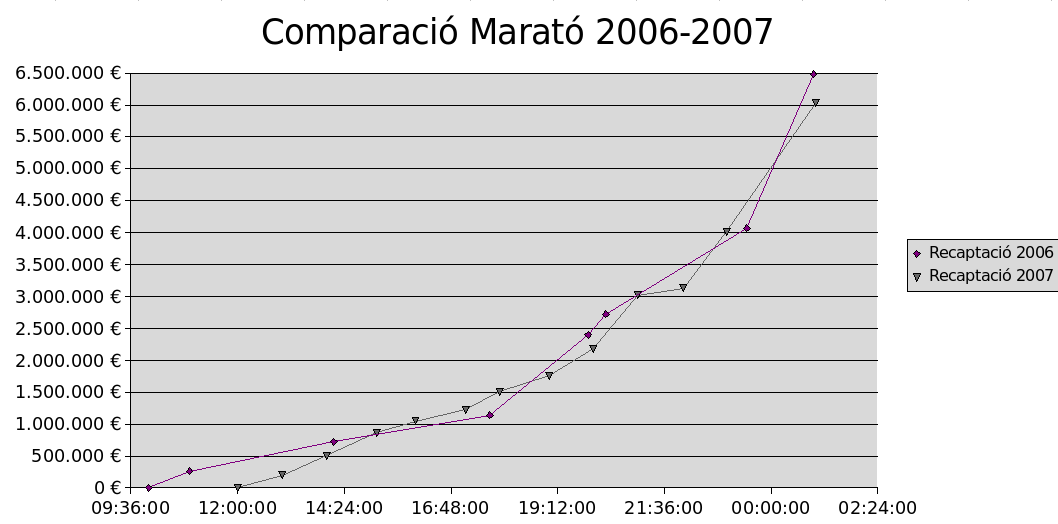
Gràfic comparatiu de la Marató de l'any 2006 amb la de l'any 2007

La Marató va començar a les 12:00, quan Calçada va presentar el que seria la Marató del 2007. A les 12:06 un nen amb problemes al cor va iniciar el marcador on es representava el nombre d'euros recaptats, i que presentava com a novetat el fet d'actualitzar-se constantment.
Cap a dos quarts de 3 es va fer una pausa pel Telenotícies Migdia i just després es va reprendre la Marató. Poc abans de dos quarts de 9 es va fer el mateix per donar pas al Telenotícies Vespre.
Pel plató hi van passar les persones més populars de TV3 com Josep Cuní, Albert Om, Núria Feliu, Mònica Huguet, Tomàs Molina, Joel Joan, Santi Millán, Toni Soler, Toni Albà, els personatges del Club Super3… També hi van passar altres personatges com Carme Ruscalleda, Joan Laporta, Maria del Mar Bonet, Missia, La Cubana, Antonio Orozco, Lolita Flores, Gisela, Chenoa, Antònia Font… els musicals de Grease i Mamma mia entre d'altres.
| Núm | Hora              | Recaptació      | Notes                                                                |
| --- | ----------------- | --------------- | -------------------------------------------------------------------- |
| 1   | 12:00             | 0 euros         | Comença la Marató                                                    |
| 2   | 12:06             | 0 euros         | S'inicia el marcador                                                 |
| 3   | 12:43             | 130.289 euros   | Primera actualització                                                |
| 4   | 14:00             | 501.212 euros   | Es supera el mig milió d'euros                                       |
| 5   | 14:14             | 785.857 euros   | Es fa la pausa per donar lloc al Telenotícies                        |
| 5   | 15:47             | 1.019.578 euros | Es supera el milió d'euros                                           |
| 6   | 16:12             | 1.145.822 euros |                                                                      |
| 7   | 20:54             | 2.994.188 euros | Mentre es fa l'actualització se superen els 3.000.000 d'euros        |
| 8   | 22:54             | 4.006.843 euros | Se superen els quatre milions d'euros                                |
| 9   | 01:00             | 6.031.309 euros | Final de La Marató                                                   |
|     | 18:43             | 6.923.480 euros | Mig dia després de la seva finalització                              |
|     | 31 de gener       | 7.734.228 euros | Tancada la recepció de donatius a través d'Internet i del Servicaixa |
|     | Desembre del 2008 | 7.885.378 euros |                                                                      |

Com que aquest any no hi va haver actualitzacions, les dades es van prendre manualment a partir del web de la Marató

## Audiències
Durant les quasi 13 hores que va durar la Marató hi va haver una audiència mitjana de 393.000 espectadors a Catalunya (103.000 menys que l'edició de l'any passat), el que representa un 18,3% del share (un 6,5% menys que l'edició anterior). El moment de màxima audiència va ser a les 22:46 amb 718.000 espectadors i un 23,2% de quota. Al llarg del dia 3.542.000 persones van mirar, en algun moment del dia, La Marató.
Les edicions dels informatius van aprofitar l'ocasió i van marcar els rècords de la temporada, el Telenotícies Cap de Setmana vespre va tenir una audiència de 836.000 espectadors, el que representa un 27,5% de la quota i fet que va provocar que fos el programa més vist del dia a Catalunya. L'edició del migdia va tenir 718.000 espectadors (un 22,4%) i va ser el quart programa més vist del dia.